# Coenocorypha
Coenocorypha — род небольших куликов из семейства бекасовых (Scolopacidae), обитающие и обитавшие в Новой Зеландии и на прилежащих островах южной части Тихого Океана. У этого рода нет установившегося русского названия: один из видов было предложено называть[кем?] «оклендский песочник», другой — «чатемский вальдшнеп». Их название на языке маори  «тутукиви».  В настоящее время существует три ныне живущих вида, а также науке известны ещё несколько вымерших видов. Кроме того для  вида Coenocorypha aucklandica описано три подвида, включая популяцию на острове Кэмпбелла, обнаруженную совсем недавно, в 1997 году. Когда-то представители этого рода были распространены на островах Фиджи, Новой Каледонии и острове Норфолк, и к югу, включая Северный и Южный острова Новой Зеландии до субантарктических островов, прнадлежащих этой стране. Однако все представители этого рода резко сократили свои ареалы, а некоторые вымерли в результате хищничества со стороны интродуцированных видов, особенно крыс.

## Таксономия и ареал
Отношения между родом Coenocorypha и бекасами рода Gallinago неясны. Coenocorypha иногда рассматривают, как реликтовый таксон  древней эволюционной линии семейства бекасовых. Однако, чтобы доказать это, не было проведено достаточного количества исследований. Первый экземпляр этого рода был собран на Оклендских островах во время Британской антарктической экспедиции на кораблях "Эребус" и "Террор" и был описан Джорджем Греем в 1845 году, как вид рода Gallinago. Десять лет спустя Грей отнес этот вид к отдельному роду. За исключением Coenocorypha pusilla и Coenocorypha chathamica (описанного по ископаемым останкам, найденным на островах Чатем), все последующие находки представителей этого рода  были отнесены к подвидам номинативного вида Coenocorypha aucklandica. Подвидовые формы были описаны на островах Снэрс, Литл-Барриер, Стьюарт, островах Антиподов и острове Кэмпбелл.
Морфологические исследования и сравнение оперения и поведения привели некоторых авторов к выводу, что формы островов Снэрс, Литл-Барриер и Стьюарт являются видами, а не подвидами номинативного вида, что также повышает вероятность того, что и кулики островов Антиподов могут быть отдельным видом.
В 1997 году была обнаружена ранее неизвестная форма Coenocorypha на острове Жакмара около острова Кэмпбелл. Подвид Coenocorypha aucklandica perseverance был описан как ещё один подвид номинативного вида. Ископаемые останки Coenocorypha также были обнаружены на островах Новая Каледония, Фиджи и Остров Норфолк. Ископаемые свидетельства также показали, что форма острова Литл-Барриер когда-то была широко распространена на Северном острове, а форма с острова Стюарт — на Южном острове; обе сейчас вымерли.

### Виды и подвиды

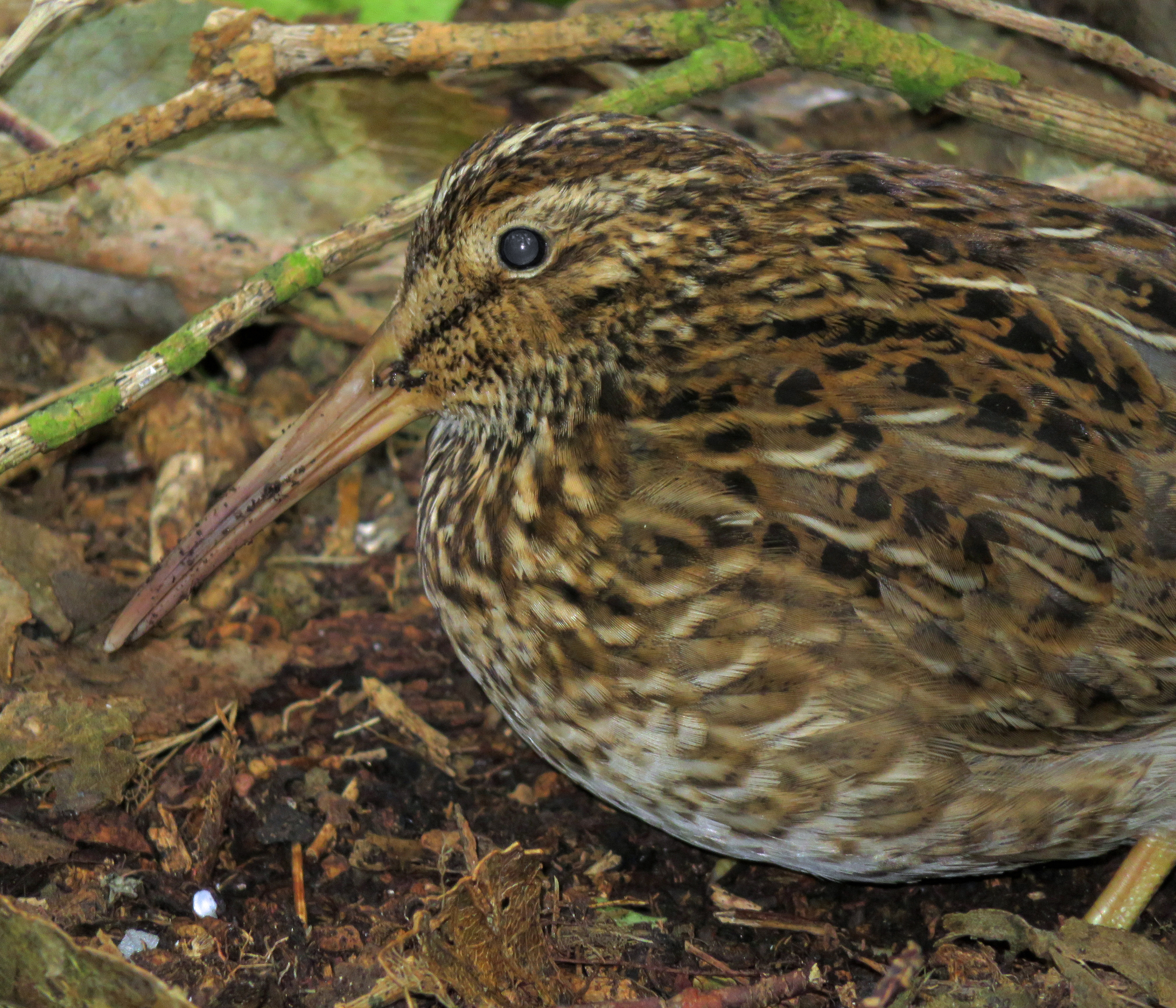
Чатемский вальдшнеп (Coenocorypha pusilla)

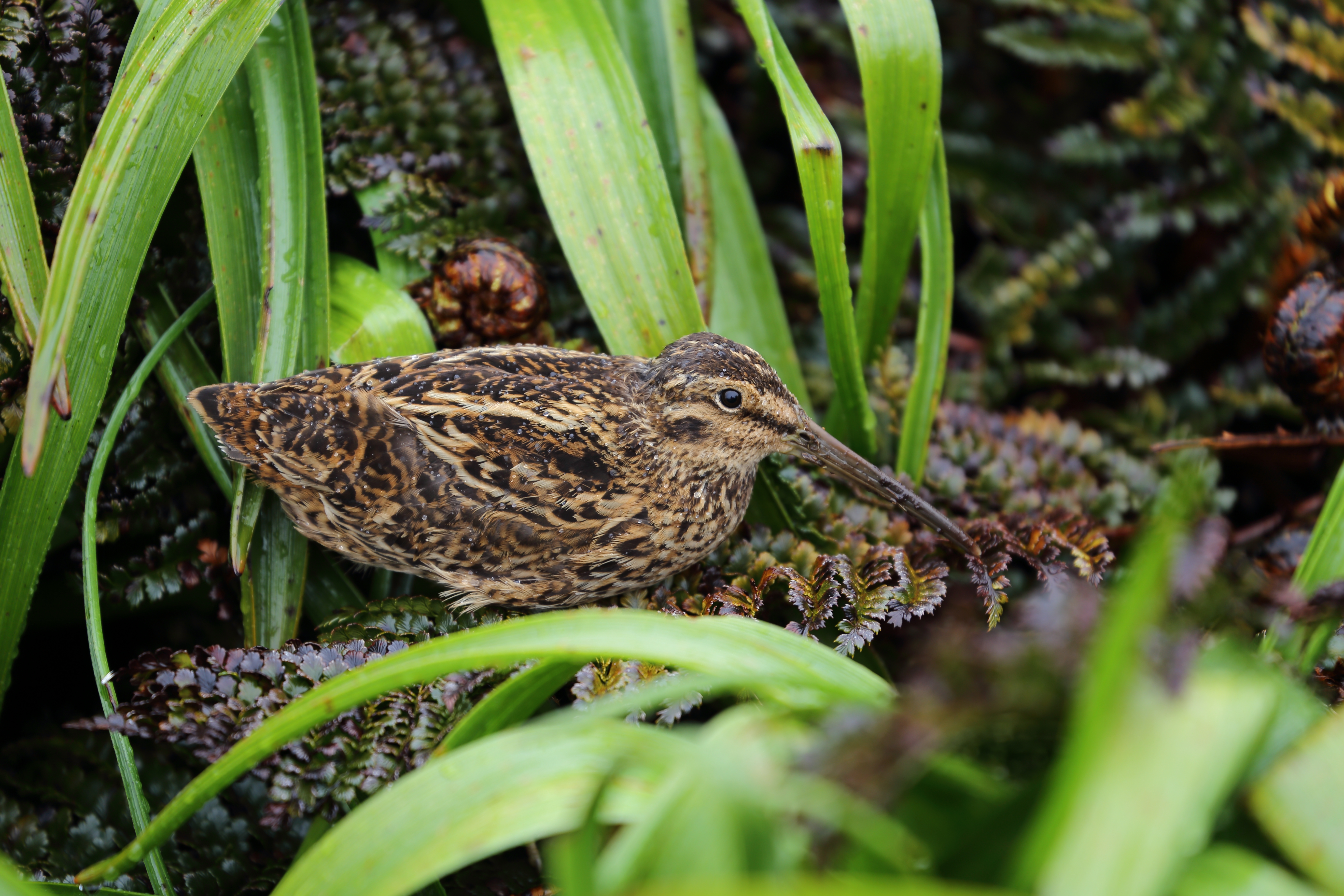
Подвид Coenocorypha aucklandica perseverance, описанный в 2010 году с острова Кэмпбелл

Международный союз орнитологов относит к роду пять видов, включая три вымерших:
- Чатемский вальдшнеп (Coenocorypha pusilla (Buller, 1869))[1] – острова Чатем
- Coenocorypha aucklandica (G.R.Gray, 1845)
  - Coenocorypha aucklandica aucklandica (G.R.Gray, 1845) – Оклендские острова
  - Coenocorypha aucklandica meinertzhagenae Rothschild, 1927 – острова Антиподов
  - Coenocorypha aucklandica perseverance Miskelly, Baker, 2010 – острова Кэмпбелл
- Coenocorypha huegeli (Tristram, 1893) – острова Снэрс
- † Coenocorypha barrierensis Oliver, 1955 – Северный остров и остров Литл-Барриер
- † Coenocorypha iredalei Rothschild, 1921 – Южный остров и остров Стьюарт

Кроме того известно несколько ископаемых видов:
- † Coenocorypha chathamica (Forbes, 1893) – острова Чатем
- † Coenocorypha miratropica Worthy[англ.], 2003 – Фиджи
- † Coenocorypha neocaledonica Worthy[англ.] et al., 2013 – Новая Каледония
- † Coenocorypha sp. – остров Норфолк

## Описание
Для видов рода Coenocorypha характерны длинные клювы и короткие шеи, крылья и хвосты. В целом, они напоминают настоящих бекасов Gallinago, хотя меньше, коренастее и с относительно более короткими клювами. Длина их тела составляет 19–24 см, размах крыльев 28–35 см и вес 75–120 г. Самый мелкий вид — Coenocorypha pusilla с острова Чатем. Их окраска, в целом, коричневая; у большинства видов есть темная полоска, идущая через глаз. Кроющие крыла пестрые, у некоторых видов с белыми кончиками.

## Поведение

### Питание
Кулики из рода Coenocorypha, подобно другим бекасовым, питаются беспозвоночными, обнаруженными при зондировании почвы и лесной подстилки. Кормятся они  как днём так и ночью, но наиболее интенсивно питание ночью и ранним утром. Эпизоды кормления характеризуются непрерывным зондированием почвы на всю длину клюва. Толща почвы обследуется систематически: на каждые 100 см2 поверхности субстрата приходится около 18 лунок. Добыча предположительно обнаруживается на ощупь и, возможно, с помощью телец Гербста, кластеров чувствительных клеток, которые могут обнаруживать изменения давления и, как было показано, используются другими куликами для обнаружения добычи. Меньшую добычу заглатывают, ощупывая клюв, поскольку челюсти гибкие, и добычей можно манипулировать в почве. Более крупные объекты добычи извлекаются из почвы, чтобы их было легче манипулировать и глотать. Наиболее распространенными объектами добычи являются дождевые черви, амфиподы, жуки взрослые особи и личинки, а также куколки других насекомых.

### Размножение
Биология размножения некоторых представителей Coenocorypha изучена достаточно подробно. В основном, они моногамны (хотя иногда некоторые самцы пытаются установить полигамные отношения) и защищают территории от других гнездящихся пар, хотя вполне терпимы к присутствию на своей территории не размножающихся особей. Формирование пар происходит за несколько месяцев до размножения, во время ритуалов ухаживания самцы подкормливают самок. До размножением самцы также выполняют ночные воздушные демонстрации  с криками, после которого следует неголосовой шумовой сигнал (рёв), который издаютмтремительно пикирующие птицы с помощью вибрации рулевых перьев хвоста в струях воздуха. Это так называемая днмонстрация «хакавай», считается, что именно она стала источником легенд маори о мифологической птице Хакавай, одной из одиннадцати тапу (священных) птиц Рака-Маомао, бога ветра.
Место для гнезда выбирают и самка , и самец, однако строит гнездо только самка. Обычный размер кладки составляет два яйца, отложенных с интервалом в три дня. Обязанности по инкубации распределяются между родителями, инкубация длится 22 дня. Если у самца на территории есть две самки, он будет насиживать только в одном гнезде, а в другом самке приходится насиживать в одиночку, в таких случаяъ высиживание птенцов длится 38 дней.
После вылупления пара разделяется: каждый член пары берет по одному птенцу и воспитывает его. Птенцов кормят около 41 дня, после чего они остаются с родителем ещё 20 дней. Птенцы Coenocorypha pusilla взрослеют быстрее, чем другие виды, их кормят всего тридцать дней и они становятся самостоятельными в возрасте 41 день. Забота о потомстве у вымершего кулика с Южного острова Coenocorypha iredalei также, как полагают, была иной: исследования, проведенные в 1923 и 1930 годах, показали, что оба родителя заботились об одном птенце. Ничего не известно о родительской заботе  у других вымерших видов.

## Угрозы и охрана

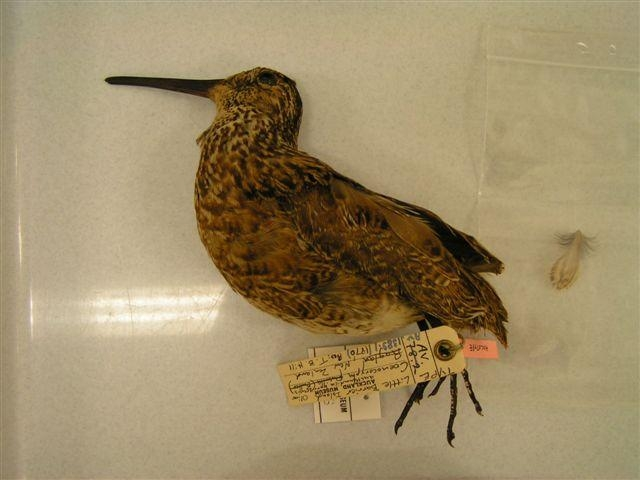
Вымерший вид Coenocorypha barrierensis c Северного острова

Род  Coenocorypha эволюционировали на океанических островах, где не было наземных млекопитающих.  В результате они оказались  экологически не подготовленными к встрече с наземными хищникам. Когда люди достигли островов, где обитали Coenocorypha, они привезли с собой полинезийских крыс, а позже и более крупных и агрессивных хищников, таких как чёрные крысы, горностай и одичавшие кошки. С появлением этих хищников представители рода Coenocorypha начали быстро вымирать, причем виды на Фиджи, Новой Каледонии и острове Норфолк вымерли в доисторические времена. Вокруг Новой Зеландии представители рода Coenocorypha сохранились на редко посещаемых  окраинных островах и на субантарктических островах, принадлежащих Новой Зеландии. C. barrierensis, обитавший на Северном острове, дожил до прибытия европейских поселенцев, а последние C. iredalei Южного острова обитали на  острове Стюарта вплоть до 1964 года, когда крысы достигли острова Таукихепа, самой удаленной к югу точки островов, окружающих остров Стюарта. Остров также был последним прибежищем кустарникового крапивника и нового для науки, описанного только в 1962 году вида летучих мышей из рода  новозеландских футлярокрылов, Mystacina robusta. Были предприняты попытки поймать несколько куликов (и крапивников) для транспортировки на безопасный остров, но было поймано только два Coenocorypha, и они оба умерли через два дня.
Существующие в настоящее время виды являются приоритетом охраны. Были разработаны методы перемещения этих куликов без причинения ущерба популяциям, а у острова Стюарт была обнаружена небольшая группа Coenocorypha huegeli. Популяция Coenocorypha aucklandica perseverance начала увеличиваться после удаления крыс с острова Кэмпбелл в 2001 году; их повторно заселили главный остров с острова Жакмар и они снова начали там размножаться.

## Внешние ссылки
- Austral snipe discussed on RNZ Critter of the Week, 14 October 2016